# Yasin Haji Mohamoud
Yasin Haji Mohamoud Hiir, également connu sous le nom de Faratoon, est un homme politique somalilandais, ministre des Affaires étrangères du Somaliland du 10 novembre 2018 au 3 mars 2020. Il est né le 2 janvier 1948 à Las Anod. Faratoon était auparavant ministre de l'Éducation du Somaliland. Il a également été ministre de l'Intérieur du Somaliland.

## Détails des fonctions
- Du 15 avril 2016 au 28 octobre 2016 : ministre de l'Intérieur[2].
- Du 14 décembre 2017 au 10 novembre 2018 : ministre de l'Éducation[3].
- Depuis le 10 novembre 2018 : ministre des Affaires étrangères.

## Voir également
- Ministère de l'Intérieur (Somaliland) (en)
- Ministère des Affaires étrangères (Somaliland) (en)
- Ministère de l'Éducation (Somaliland) (en)